# Šajerska
Šajerska ali v nekaterih prevodih Grofija (Sûza ali Sûzat v zahodščini) je pokrajina v Srednjem svetu iz Tolkienove mitologije, opisana v knjigi Gospodar prstanov in nekaterih drugih knjigah avtorja J. R. R. Tolkiena. Ime Šajerska se nanaša na območje, ki ga poseljujejo izključno Hobiti. Leži v severozahodnem delu Srednjega sveta, v veliki regiji Eriador in kraljestvu Arnor.